# Platyrhinoidis
Platyrhinoidis is een monotypisch geslacht van kraakbeenvissen uit de familie van de waaierroggen (Platyrhinidae).

## Soort
- Platyrhinoidis triseriata (Jordan & Gilbert, 1880)